# وسبیگدا، اگدنس
وسبیگدا، اگدنس (به لاتین: Vassbygda, Agdenes) یک منطقهٔ مسکونی در نروژ است که در اگدنس واقع شده‌است.

## خصوصیات
وسبیگدا ۲۰ متر بالاتر از سطح دریا واقع شده‌است.